# Terapia logopedyczna
Terapia logopedyczna – leczenie zaburzeń mowy wykorzystujące osiągnięcia logopedii. Szczególne zastosowanie terapia logopedyczna znajduje np. po udarze mózgu, jeśli w jego trakcie u chorego doszło do uszkodzenia ruchowego ośrodka mowy – Broki i pojawiła się afazja ruchowa, bądź przy uszkodzeniu czuciowego ośrodka mowy (Wernickego) z afazją czuciową.
Podczas terapii logopedycznej często próbuje się ominąć lub odblokować albo pomóc chorym w kompensacji zaburzeń mowy poprzez techniki stymulacji-torowania takich jak: ekspresja za pomocą gestów, dopasowywanie słów do obrazków, pomoc w odpowiedziach, liczenie, czytanie najpierw słów, potem fraz, a następnie zdań i inne. Oprócz technik stymulacji-torowania dużą skuteczność wykazuje także terapia melodycznej intonacji.
W terapii logopedycznej kluczową kwestią jest słuch. W logopedii wyróżniamy trzy rodzaje słuchu:
1. Słuch fizyczny – zdolność słyszenia przez człowieka fal dźwiękowych o częstotliwości 16-50 000 Hz. Dane te u poszczególnych ludzi mogą się różnić (zwłaszcza z wiekiem).
2. Słuch muzyczny – zdolność różnicowania i powtarzania podstawowych cech dźwięku: wysokości, barwy i siły (głośności).
3. Słuch mowny – składa się nań słuch fonemowy (fonologiczny, fonematyczny) i słuch fonetyczny.
  - Słuch fonemowy – umiejętność rozróżniania najmniejszych elementów składowych wyrazów, czyli fonemów. Fonemy rozróżniamy na zasadzie opozycji, np.: dźwięczność – bezdźwięczność, ustność – nosowość, miękkość – twardość
  - Słuch fonetyczny – zdolność do rozróżniania różnych głosek w obrębie tego samego fonemu oraz zdolność spostrzegania cech prozodycznych mowy.

Gwarancją sukcesu w terapii jest określenie sprawności słuchowej pacjenta w zakresie wszystkich rodzajów słuchu i ewentualne usprawnianie tych funkcji, które okazują się zaburzone.